# Drapeau de la Moldavie
L'expression drapeau de la Moldavie peut désigner :
- les bannières historiques de l'ancienne principauté de Moldavie (1359-1859) ;
- le drapeau de la république démocratique moldave (1917-1918) ;
- le drapeau national et le pavillon national de la république Moldavie (depuis 1991). Ce drapeau tricolore est composé de bleu, jaune et rouge (en allant de gauche à droite). On y retrouve également au centre les armoiries du pays : un aigle tenant un rameau d'olivier (symbole de paix), un sceptre (symbole de souveraineté) et protégé par un écu à tête d'aurochs de la principauté de Moldavie. La longueur du drapeau est deux fois plus grande que sa largeur. Il ressemble aux drapeaux de la Roumanie voisine et de l'Andorre mais les teintes des couleurs sont différentes (par exemple, bleu de Berlin pour la Moldavie, mais bleu de cobalt pour la Roumanie et bleu marine pour l'Andorre).

| Couleur | ● Bleu de Berlin | ● Or        | ● Rouge vermillon |
| ------- | ---------------- | ----------- | ----------------- |
| HTML    | #0046AE          | #FFD200     | #CC092F           |
| RVB     | 0, 70, 174       | 255, 210, 0 | 204, 9, 47        |
| Pantone | 293c             | 109c        | 186c              |
| CMJN    | 97.81.0.0        | 1.15.100.0  | 13.100.90.4       |

## Histoire
À la fin du XVe siècle, une bannière princière est attestée sous le règne du prince Étienne III de Moldavie. À dominante or, sinople et azur, elle représente une tête de bovidé (aurochs ou bison d'Europe, probablement pour rappeler les légendes entourant la fondation de la Moldavie par le prince Dragoș), flanquée de figures stylisées du soleil et d'un croissant de Lune (ou d'autres symboles, tels que la rosette et une étoile), sur un fond de couleur gueules (parfois pourpre). Son envers dévoile le visage de saint Georges terrassant le Dragon. La représentation de la bataille de Baia en 1476 dans les chroniques de Johannes de Thurocz montre les troupes moldaves portant un fanion avec la tête d'un aurochs sur un fond de couleur non spécifié. En 1574, les délégués moldaves présents au couronnement d'Henri III arborent une bannière bleue à tête d'aurochs.

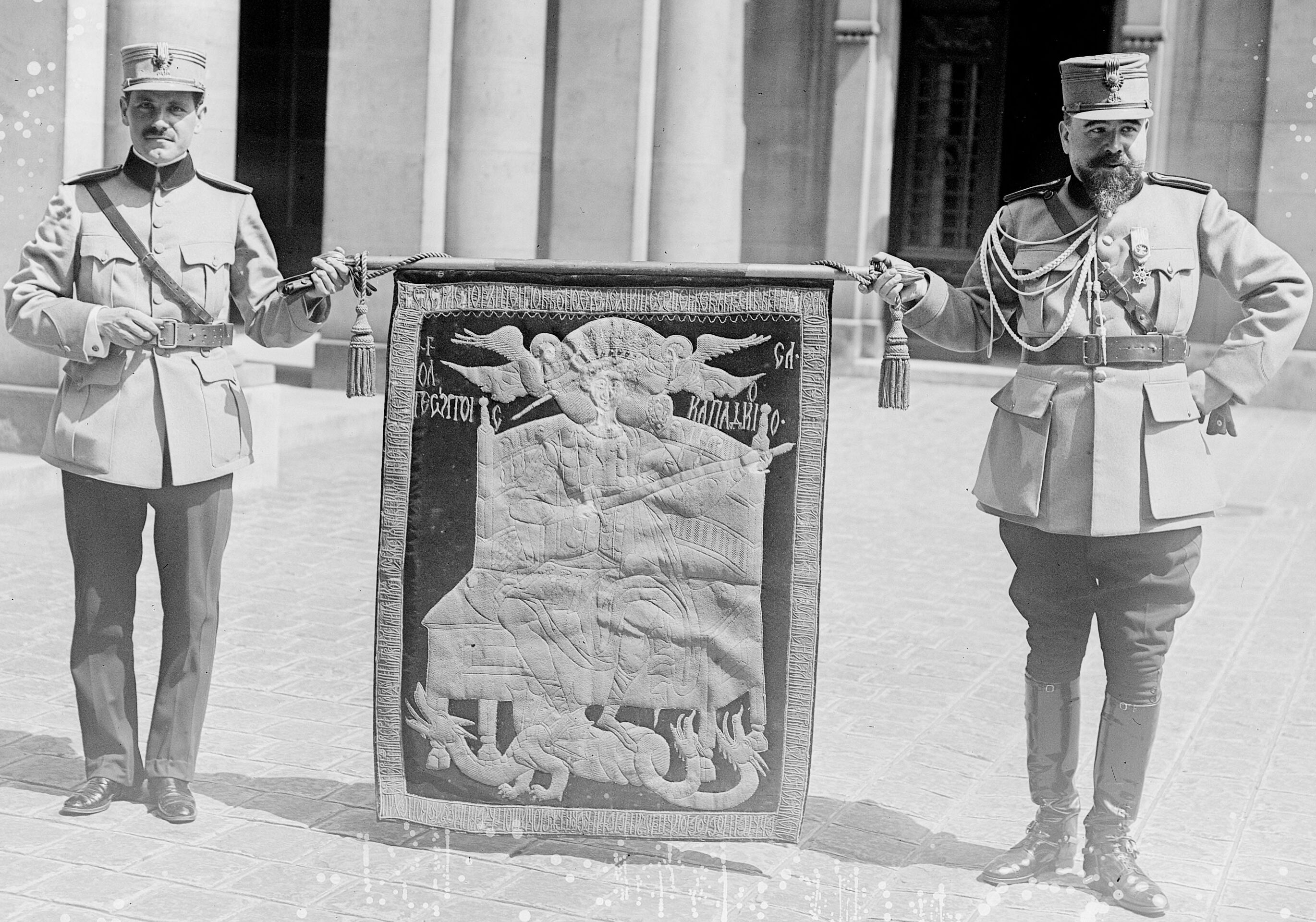
Bannière du prince moldave Étienne le Grand (1457-1504) présentée à Paris en 1917 : les meubles d'or figurent sur fond de gueules.
Armoiries d'Étienne le Grand[1].
Bannière moldave à la bataille de Baia (1467).
Bannière moldave à la bataille d'Obertyn (1531).
Drapeau de la principauté moldave, décrit par Alessandro Guagnini (1574).
Bannière du prince Ieremia Movilă (1601).
Bannière de la cavalerie moldave au XVIIe siècle.
Drapeaux nationaux de la Moldavie (1831-1859).
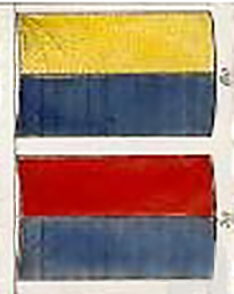
Drapeaux nationaux des principautés danubiennes : Valachie en haut (1849-1859), Moldavie en bas (1831-1859).
Pavillon de commerce de la Moldavie pour la navigation (1831-1859).
Pavillon de la police portuaire moldave (1858).
Bannière du régiment d'infanterie de l'armée moldave (1834).
Drapeau national de la République démocratique moldave (1917).
Drapeau de la République démocratique moldave (1918).
Drapeau de la chambre basse moldave Sfatul Țării de 1917 à 1918.
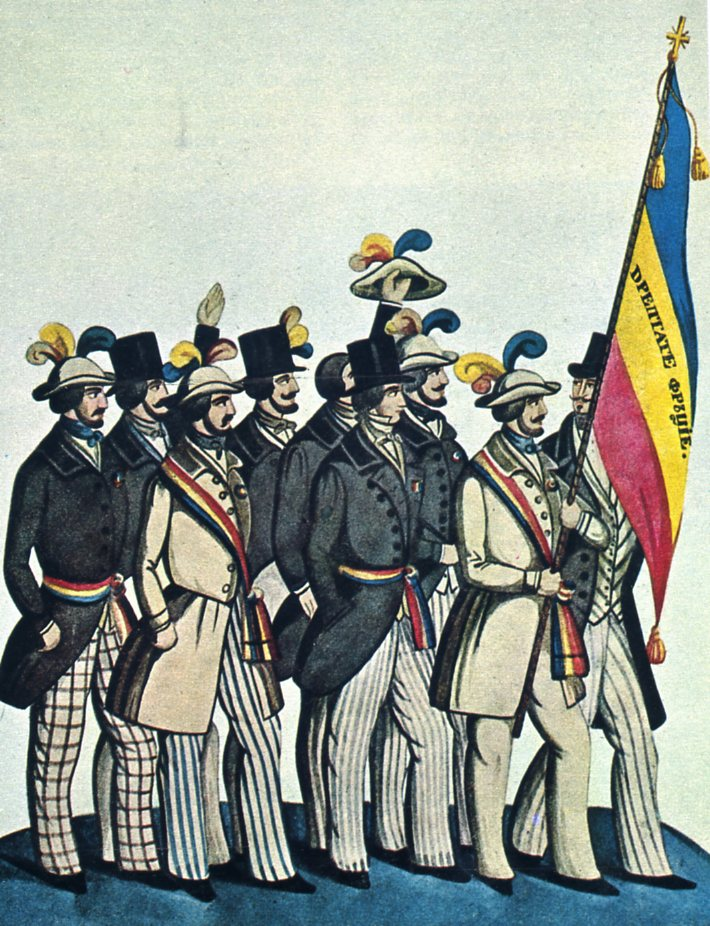
Tricolore bleu-jaune-rouge porté par les étudiants moldaves et valaques à Paris en 1848 avec les mentions DРЕПТАТЕ ФРЪЦІЕ soit Dreptate, Frăție : « Justice, Fraternité » (Aquarelle de Costache Petrescu).

En Moldavie comme en Valachie, la Révolution de 1848 se traduit par l'adoption d'un drapeau tricolore où le bleu signifie le ciel et la liberté, le jaune d'or la prospérité (champs de blé), l'égalité ou la justice, et le rouge (sang) la fraternité. La révolution échoue et les deux principautés gardent leurs drapeaux antérieurs ; celui de la Moldavie représente une tête d'aurochs sur fond coupé de gueules et d'azur.
Peu après la révolution roumaine de 1848, le drapeau tricolore bleu-jaune-rouge horizontal est adopté par tous les roumanophones, y compris en Autriche-Hongrie (bucovinins, banatéens, crichaniens, marmatiens, transylvains), dans l'Empire ottoman (dobrogéens) et dans l'Empire russe (bessarabiens). Lorsque la Moldavie occidentale et la Valachie s'unissent en 1859 pour former la Roumanie, ce tricolore en devient le drapeau officiel, qui devient vertical peu après. Les roumanophones de Moldavie orientale (Bessarabie) adoptent à leur tour ce tricolore lors de l'indépendance de 1917, dans sa variante horizontale pour le distinguer de celui de la Roumanie.
Lors de l'indépendance de 1991, les autorités moldaves reprennent les couleurs bleu-jaune-rouge verticales en y ajoutant cette fois les armoiries pour le distinguer de celui de la Roumanie. En 1995, lorsque l'ONU demande aux États de choisir parmi plusieurs nuances de bleu, la Roumanie opte pour un bleu cobalt proche de celui de la France mais différent du tricolore roumain originel au bleu plus clair, que la Moldavie conserve. De plus les dimensions du drapeau roumain sont de 2/3 alors que celles du moldave sont de 1/2. Il y a donc actuellement trois différences entre le pavillon de la Roumanie et celui de la Moldavie : le bleu, la présence des armoiries et les proportions.
De son côté la République séparatiste à majorité russophone du Dniestr, que les roumains appellent « Transnistrie », mais qui s'auto-désigne comme « République moldave du Dniestr » ou « Pridniestrovie », a conservé le drapeau de la République socialiste soviétique moldave. Quant à la Gagaouzie, région autonome non séparatiste, elle a adopté son propre drapeau.

## Débats
Les « moldavistes » (la quasi-totalité des russophones et la partie des roumanophones qui appellent leur langue « moldave » et ne la reconnaissent plus comme roumaine) trouvent le drapeau de leur pays trop proche de celui de la Roumanie et souhaitent que la Moldavie, comme la Biélorussie adopte le drapeau qu'elle a eu à l'époque soviétique (ce qui est déjà le cas en Transnistrie, république autoproclamée à majorité russophone sur la rive gauche du Dniestr, 18 % du territoire de la Moldavie). 
En 2010, le parti communiste propose un nouveau drapeau bicolore horizontal rouge-bleu, inspiré de celui des années 1831-1859, avec de nouvelles armoiries reprenant la tête d'aurochs médiévale, censé concilier russophones et roumanophones.

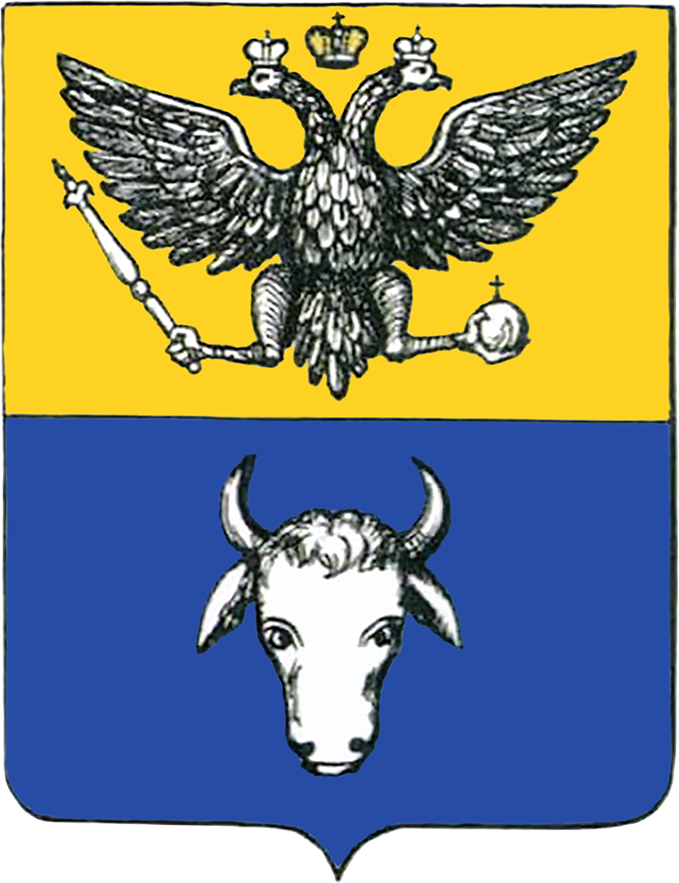
Armoiries de la Bessarabie russe (1815-1826) : l'aigle bicéphale impériale…
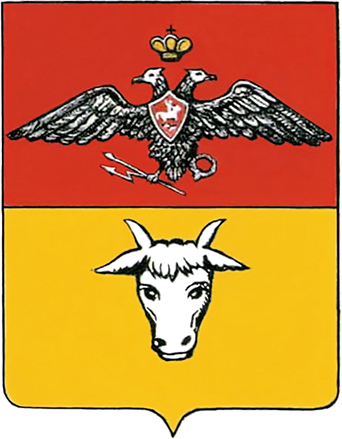
Armoiries de la Bessarabie russe (1826-1878) …domine la tête d'aurochs moldave.
Armoiries de la Bessarabie russe (1878-1917).
Drapeau des bolcheviks de Bessarabie (1918).
Drapeau de la République socialiste soviétique moldave (1952-1990).
Drapeau de la Transnistrie.
Drapeau proposé par les communistes en 2010 pour la Moldavie.
Drapeau proposé par le président Igor Dodon en 2017–2018[5]
Drapeau de la Gagaouzie.

## Drapeaux gouvernementaux
Plusieurs organisations gouvernementales ont adopté un drapeau à travers des votes du parlement ou des décrets gouvernementaux :
- Le ministère de la Défense civile et des Situations exceptionnelles de Moldavie
- Les douanes moldaves
- Les gardes-frontières
- Le Service d'information et de sécurité de la république de Moldavie

Drapeau de la Défense civile et des situations d'urgence de Moldavie
Drapeau des douanes moldaves
Drapeau des gardes-frontières

En 2010, trois nouveaux drapeaux gouvernementaux dérivés du drapeau national ont été adoptés. Les anciens drapeaux sont toujours conservés dans leurs bureaux respectifs.

Drapeau du président
Drapeau du président du Parlement moldave
Drapeau du Premier ministre